# Ecography
Ecography — двомісячний оглядовий науковий журнал, що випускається видавництвом Wiley-Blackwell на паях з Nordic Society Oikos, висвітлює питання просторової екології. Друкується з 1978 р. Перші 14 томів вийшли під назвою Holarctic Ecology.
Ecography публікується у співпраці з Oikos, Journal of Avian Biology, Nordic Journal of Botany, Lindbergia, і з монографічною серією Ecological Bulletins.
Згідно з висновком Journal Citation Reports, Імпакт-фактор журналу в 2011 р. дорівнював 5.128, що відповідало 3-му місцю серед 40 журналів в категорії «Biodiversity Conservation» і 16-му — серед 136 журналів в категорії «Ecology».

## Ресурси Інтернету
- Офіційний сайт
- Journal page at Oikos editorial office
- Virtual Special Issue: The patterns and causes of elevational diversity gradients [Архівовано 1 лютого 2017 у Wayback Machine.]